# NGC 178
NGC 178 este o galaxie spirală, probabil neregulată, situată în constelația Balena. A fost descoperită în 3 noiembrie 1885 de către Ormond Stone. Această galaxie a primit denumirea de IC 39 dubă observația acesteia din 26 august 1892 de către Stephane Javell. De asemenea, a fost observată încă o dată de către Herbert Howe.